# Синекдоха
Синекдоха в литературата е похват, при който наименованието на един предмет или явление се замества с наименованието на отделна негова част. Най-типичен и най-често срещан вид синекдоха е заместването на цяло с част от него (например „бащино огнище“, „родна стряха“ вместо „дом“). Описва отношенията на релация – част и цяло.
Примери: 
1. „Градът на/под тепетата“ – Пловдив
2. „да гледа турчин, че бесней / над бащино ми огнище“
- турчин – един турчин олицетворява турците (цялата нация)
- бащино ми огнище – олицетворява дома и цялата родина